# Stajky (Obuchiw)
Stajky (ukrainisch Стайки; russisch Стайки Staiki) ist ein Dorf in der ukrainischen Oblast Kiew mit etwa 2200 Einwohnern (2006).

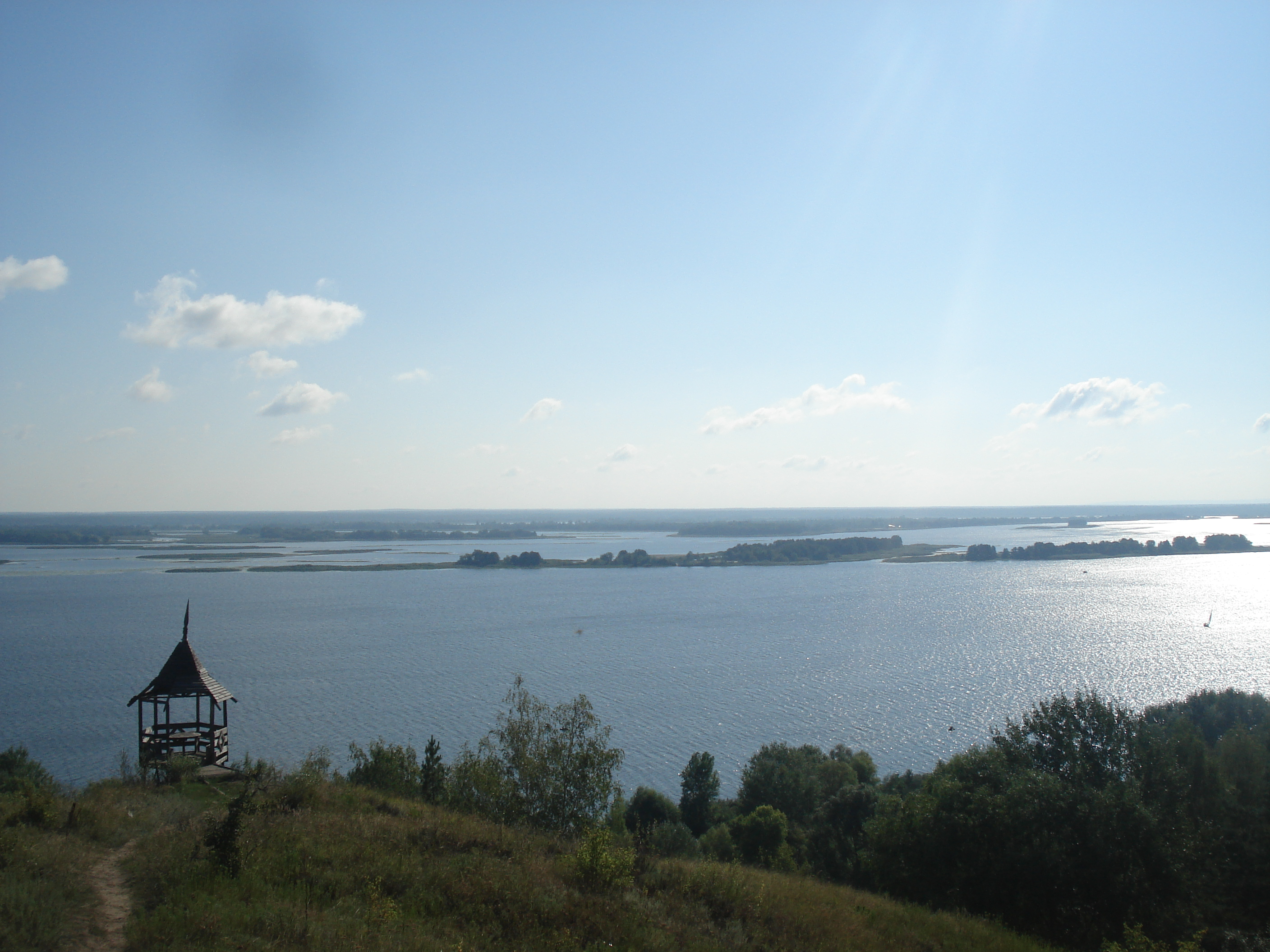
Dnepr bei Stajky

Das 1095 gegründete Dorf liegt im Norden des Rajon Obuchiw am rechten Ufer des zum Kaniwer Stausee angestauten Dnepr mittig zwischen dem 62 km dnepraufwärts liegenden Kiew und dem 62 km dneprabwärts liegenden Kaniw.
Das ehemalige Rajonzentrum Kaharlyk befindet sich 27 km südlich des Dorfes.
Am 12. Juni 2020 wurde das Dorf ein Teil der neugegründeten Stadtgemeinde Rschyschtschiw, bis dahin bildete es die gleichnamige Landratsgemeinde Stajky (Стайківська сільська рада/Stajkiwska silska rada) im Norden des Rajons Kaharlyk.
Am 17. Juli 2020 kam es im Zuge einer großen Rajonsreform zum Anschluss des Rajonsgebietes an den Rajon Obuchiw.